# Fédération sud-africaine de football
Pour les articles homonymes, voir SAFA.
La Fédération d'Afrique du Sud de football association (South African Football Association (en) SAFA) est une association regroupant les clubs de football d'Afrique du Sud et organisant les compétitions nationales et les matchs internationaux de la sélection d'Afrique du Sud.
La fédération nationale d'Afrique du Sud est fondée en 1892. Elle est affiliée à la FIFA de 1952 à 1976, puis est réintégrée en 1992. Elle est membre de la CAF de 1957 à 1958, puis est réintégrée en 1992.